# Porandra ramosa
Porandra ramosa är en himmelsblomsväxtart som beskrevs av Hong De-Yuan. Porandra ramosa ingår i släktet Porandra och familjen himmelsblomsväxter. Inga underarter finns listade.